# Corona

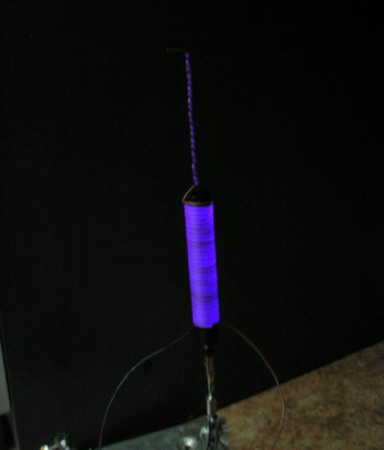
O corona formată lângă o bobină de înaltă tensiune

Corona este un tip de descărcare electrică de forma unei coroane. Ea apare în jurul părților ascuțite ale conductorilor sub înaltă tensiune. 